# Go Chuck Yourself/Happy Live Surprise
Go Chuck Yourself (Європа та Північна Америка) або Happy Live Surprise (Японія) — концертний альбом гурту Sum 41, записаний в Лондоні, Онтаріо в квітні 2005. Спочатку була випущена японська версія, 21 грудня 2005 року. Ця версія вийшла з DVD, на ньому було 5 пісень з концерту та Basketball Butcher. Американська та європейська версії були випущені 7 березня 2006 року без DVD. Це був перший альбом гурту на Aquarius Records, після цього в Канаді, інші релізи виходили під лейблом EMI.

## Живий концерт
Концерт був записаний в квітні 2005 року в Лондоні, Онтаріо.
Концерт ніколи повністю не випускали на DVD, як і було заплановано, різні частини концерту з'являлись в різних місцях окремо. П'ять пісень з концерту були випущені в DVD якості в бонусах на DVD, який був в японській версії альбому, найбільш повна частина концерту була доступна на Sympatico MSN, та дві пісні з концерту були на бонусному DVD з альбомом Underclass Hero.
Існує думка, що звук на диску і концерті був перезаписаний, ті хто був на цьому концерті, з якого здійснювався запис казали, що Дерік був простуджений і його голос звучав хрипувато, проте на записі такого ефекту немає.

## Список композицій
1. «The Hell Song» — 3:20
2. «My Direction» — 2:21
3. «Over My Head (Better Off Dead)» — 3:11
4. «A.N.I.C.» — 0:43
5. «Never Wake Up» — 1:08
6. «We're All to Blame» — 3:44
7. «There’s No Solution» — 4:48
8. «No Brains» — 4:32
9. «Some Say» — 3:30
10. «Welcome to Hell» — 4:26
11. «Grab the Devil» — 1:14
12. «Makes No Difference» — 5:46
13. «Pieces» — 3:04
14. «Motivation» — 3:47
15. «Still Waiting» — 2:43
16. «88» — 5:35
17. «No Reason» — 3:48
18. «I Have a Question» — 0:32
19. «Moron» — 2:28
20. «Fat Lip» — 3:05
21. «Pain for Pleasure» — 3:06

## Учасники запису
- Деррік Уіблі — вокал, гітара
- Дейв Бекш — гітара, бек-вокал
- Джейсон МакКеслін — бас-гітара
- Стів Джокс — ударні